# Veronica bucharica
Veronica bucharica är en grobladsväxtart som beskrevs av Boris Fedtjenko. Veronica bucharica ingår i släktet veronikor, och familjen grobladsväxter. Inga underarter finns listade i Catalogue of Life.